# Роазон парк
Роазон парк (фр. Roazhon Park), раније Стадион Рут де Лорјан (фр. Stade de la route de Lorient; или у преводу Пут за Лорјан, пошто је адреса стадиона 111, route de Lorient), је фудбалски стадион у Рену, Француска. На њему своје домаће утакмице игра француски прволигаш Рен, а капацитет стадиона је 29.778 седећих места.
Отворен је 15. септембра 1912. и од тада је реконструисан неколико пута, први пут 1939, између 1955. и 1957, 1987. и последњи пут између 1999. и 2004, када је стадион знатно проширен и модернизован. Нови стадион је отворен 16. септембра 2004. утакмицом репрезентације Француске и Босне и Херцеговине (1:1).

## Рекордна посећеност
Рекордна посета је 29.490 гледалаца на лигашкој утакмици против Олимпик Марсеја 20. августа 2005.
| Гледалаца | Противник      | Такмичење | Датум              |
| --------- | -------------- | --------- | ------------------ |
| 11.400    | Ланс           | Прва лига | 9. март 1947.      |
| 17.414    | Лил            | Прва лига | 21. новембар 1948. |
| 18.648    | Олимпик Марсеј | Прва лига | 23. јануар 1949.   |
| 18.817    | Лил            | Прва лига | 12. новембар 1950. |
| 21.397    | Ремс           | Прва лига | 21. децембар 1952. |
| 23.632    | Седан-Торси    | Прва лига | 19. децембар 1954. |
| 24.899    | Ремс           | Прва лига | 6. децембар 1959.  |
| 26.246    | Ремс           | Прва лига | 4. фебруар 1962.   |
| 28.148    | Нант           | Прва лига | 11. новембар 1965. |
| 28.525    | Мец            | Прва лига | 23. октобар 2004.  |
| 29.164    | Сент Етјен     | Прва лига | 16. април 2005.    |
| 29.345    | Нант           | Прва лига | 7. август 2005.    |
| 29.490    | Олимпик Марсеј | Прва лига | 20. август 2005.   |

## Галерија
- Прва дрвена трибина у спортском парку на путу за Лорјан, отворена 1912.
- Поглед на стадион и његову околину 2011.
- Утакмица Прве лиге Рен - Лорјан 23. фебруара 2008.